# 弗赖讷河畔日龙库尔
弗赖讷河畔日龙库尔（法語：Gironcourt-sur-Vraine，法語發音：[ʒiʁɔ̃kuʁ syʁ vʁɛn] ⓘ）是法国大東部大區孚日省的一个市镇，属于讷沙托区。

## 地理
弗赖讷河畔日龙库尔（48°18'41"N, 5°56'1"E）面积7.51 平方千米，位于法国大東部大區孚日省，该省份为法国东北部内陆省份，北起默兹省和默尔特-摩泽尔省，西接上马恩省，南至上索恩省和贝尔福地区省，东临上莱茵省和下莱茵省。
与弗赖讷河畔日龙库尔接壤的市镇（或旧市镇、城区）包括：韦库尔、克桑图瓦地区梅尼、莫雷尔迈松、圣芒日、比耶库尔、韦尔河畔栋布罗。

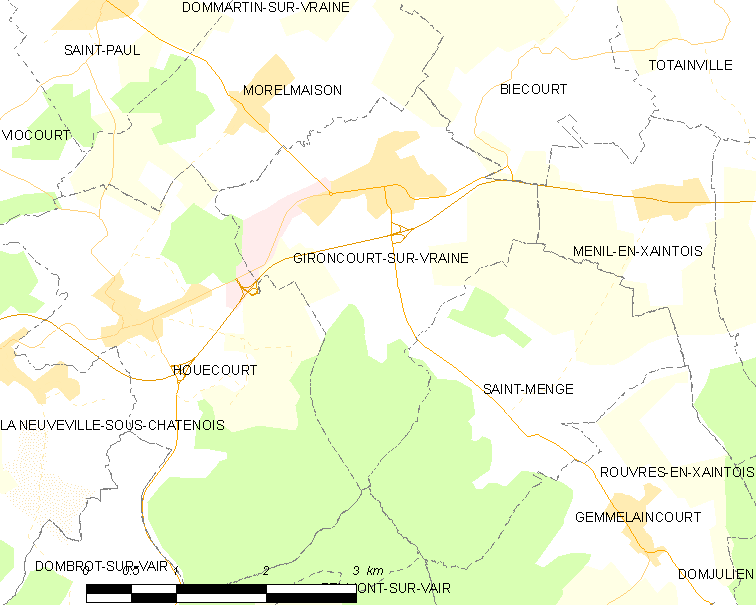
弗赖讷河畔日龙库尔的OSM定位图

弗赖讷河畔日龙库尔的时区为UTC+01:00、UTC+02:00（夏令时）。

## 行政
弗赖讷河畔日龙库尔的邮政编码为88170，INSEE市镇编码为88206。

## 政治
弗赖讷河畔日龙库尔所属的省级选区为米尔库尔县。

## 人口

1962-2008年间弗赖讷河畔日龙库尔人口变化图示

弗赖讷河畔日龙库尔于2022年1月1日时的人口数量为858人。